# Atyria approximans
Atyria approximans är en fjärilsart som beskrevs av Walker 1854. Atyria approximans ingår i släktet Atyria och familjen mätare. Inga underarter finns listade i Catalogue of Life.